# Новий Ожехув
Новий Ожехув (пол. Nowy Orzechów) — село в Польщі, у гміні Сосновиця Парчівського повіту Люблінського воєводства. Населення — 306 осіб (2011).

## Історія
За даними етнографічної експедиції 1869—1870 років під керівництвом Павла Чубинського, у селі переважно проживали греко-католики, які розмовляли українською мовою.
У 1975—1998 роках село належало до Холмського воєводства.

## Демографія
Демографічна структура станом на 31 березня 2011 року:
|          | Загалом | Допрацездатний вік | Працездатний вік | Постпрацездатний вік |
| -------- | ------- | ------------------ | ---------------- | -------------------- |
| Чоловіки | 158     | 30                 | 104              | 24                   |
| Жінки    | 148     | 14                 | 88               | 46                   |
| Разом    | 306     | 44                 | 192              | 70                   |